# Acylotransferaza acylo-CoA:cholesterol
Acylotransferaza acylo-CoA:cholesterol – enzym z grupy transferaz biorący udział w metabolizmie cholesterolu. Przenosi on na grupę hydroksylową przy 3 atomie węgla cholesterolu resztę acylową (pochodzącą zwykle od długołańcuchowego kwasu tłuszczowego zaktywowanego dzięki koenzymowi A). W efekcie z cholesterolu i acylo-CoA tworzą się ester cholesterolu i wolny CoA-SH. Jest ona aktywna wewnątrzkomórkowo (duża aktywność w enterocytach, występuje też w wątrobie). Funkcjonalnie odpowiada zewnątrzkomórkowej osoczowej LCAT.